# Bar överkropp

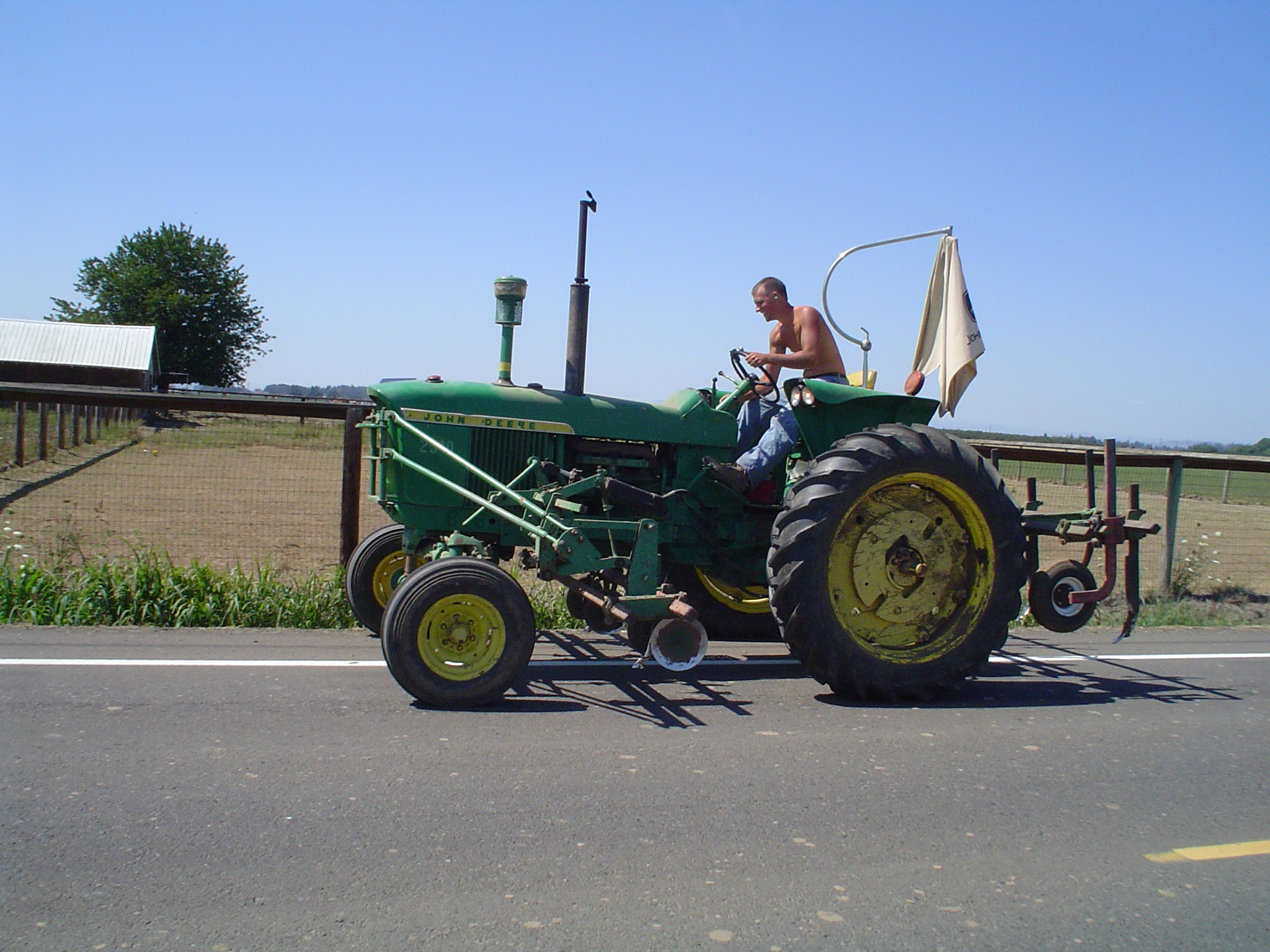
Bar överkropp är vanligt vid arbete i varma miljöer.

Bar överkropp blev accepterat på 1930-talet.

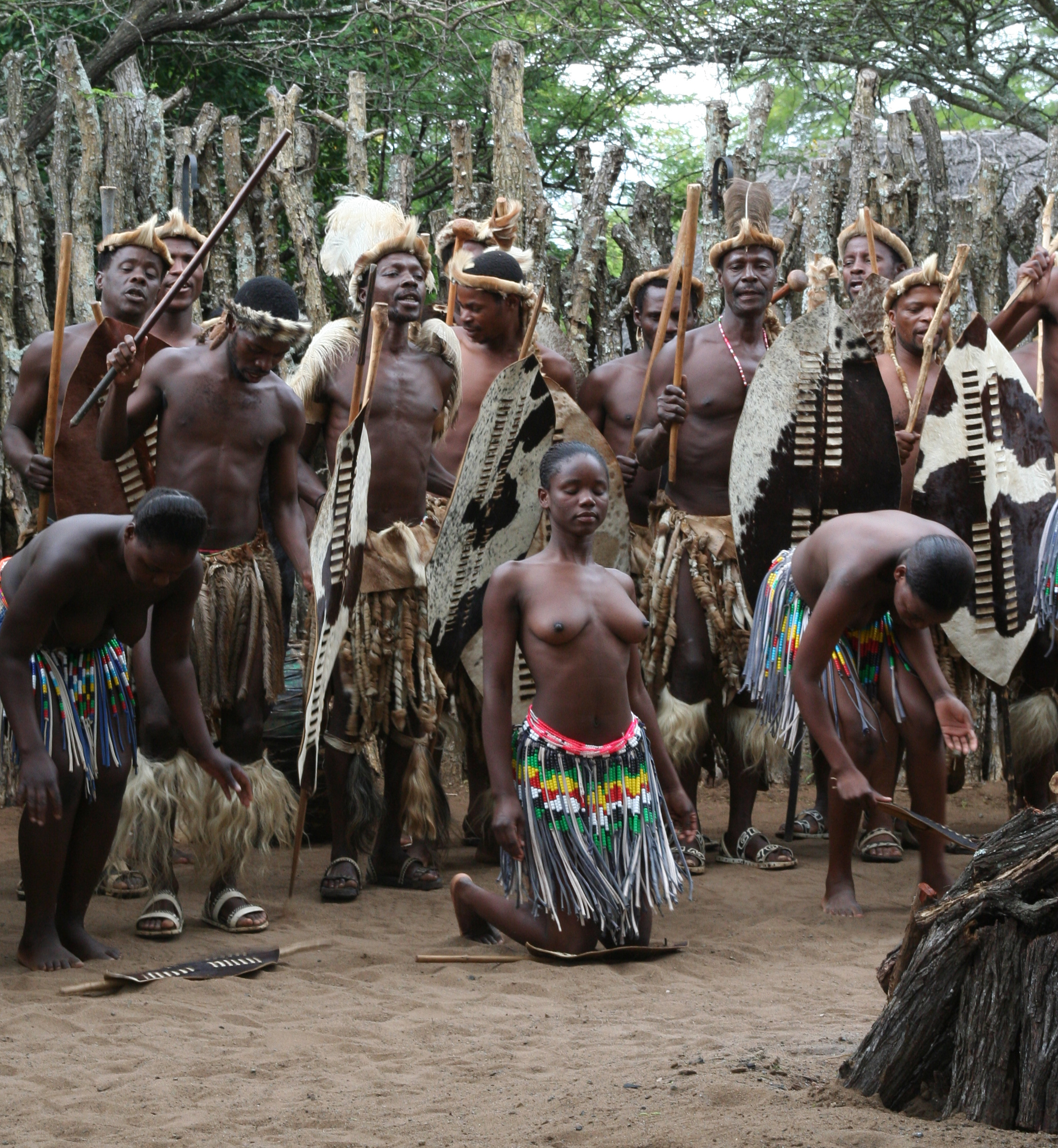
I vissa kulturer är bar överkropp och topless lika vanligt.

Bar överkropp innebär naken överkropp, att man inte bär skjorta eller motsvarande över bältet. Beteckningen används mest för män; för kvinnor är motsvarigheten topless.
Naken överkropp är betydligt vanligare, och uppfattas mindre ”naket”, än topless i de flesta kulturer. Det är vanligt vid bad utomhus, tungt arbete i varma miljöer och i idrott. 

## Historik
Genom historien har män, speciellt jordbrukare och gruvarbetare arbetat med bar överkropp, särskilt i varma klimat. Men det har också funnits restriktioner. Först på 1930-talet blev bar överkropp allt mer accepterat (tidigare hade även mäns badkläder täckt överkroppen).
Vid musikfestivaler var det under senare 1900-talet inte ovanligt att manliga musiker tog av sig skjortan och spelade i bar överkropp, exempelvis kända musiker som Sid Vicious, Freddie Mercury, Iggy Pop och Red Hot Chili Peppers.
Bar överkropp har dock under 2000-talet blivit allt mer ifrågasatt.